# Віджаянагарська імперія
15°20′00″ пн. ш. 76°28′00″ сх. д. / 15.333333° пн. ш. 76.466667° сх. д.

Віджаянагар на карті Індії

Віджаянагарська імперія та Віджаянагара — індуїстська імперія, що займала весь південь Індії за річкою Крішною і яка існувала з 1336 до середини XVII століття. 

## Історія
Виникла в ході боротьби індусів Південної Індії з очолюваним мусульманами Делійським султанатом. Держава досягла піку могутності в 1422-1446 роках при Девараї II, який здійснив завойовницькі походи в Бірму та на Шрі-Ланку. 
У XV-XVI століттях головним противником Віджаянагарської імперії виступав Бахманідський султанат на заході Індії. Хоч врешті султанат розпався на окремі князівства, але вони змогли об'єднатися і в 1565 році завдали Віджаянагару поразки, від якої ця держава вже не змогла оговтатися. 

## Правителі
1. Крішнадеварая (1509–1529 рр)

## Культура
На місці багатолюдної столиці держави, яка також звалася Віджаянагар («місто перемоги»), нині стоїть село Хампі. Посеред нього підносяться монументальні гопурами віджаянагарского періоду. У 1986 році архітектурна спадщина Хампі була удостоєна включення до списку Світової спадщини. 
У час імперії творили відомі поети мовою телугу Шрінатха та Потхана, а також Аласані Педдана (1475—1535), Теналі Рамакрішна (1585—1614), Умару Пулавар.

## Архітектура віджаянагарської епохи

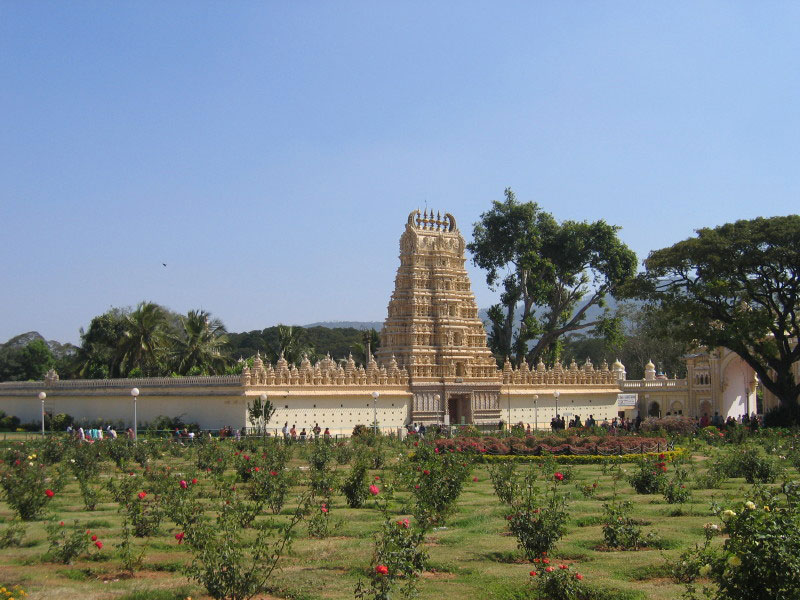
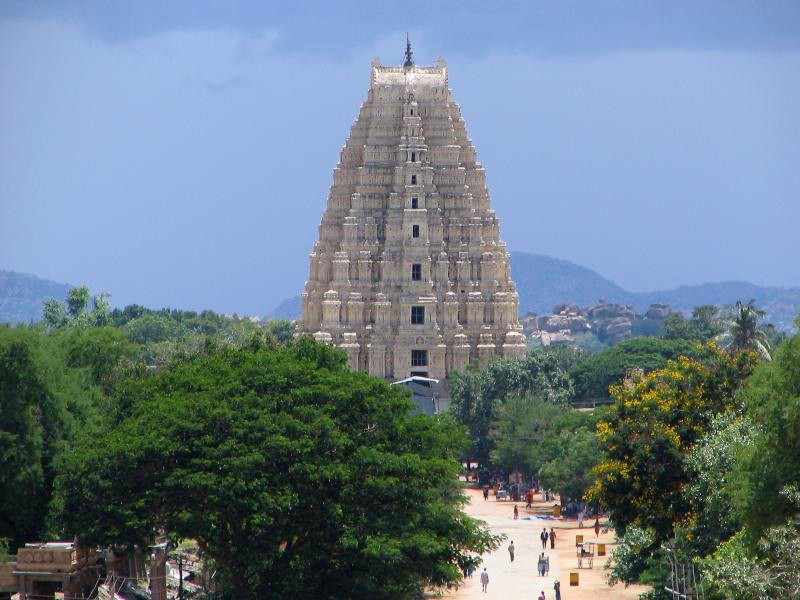
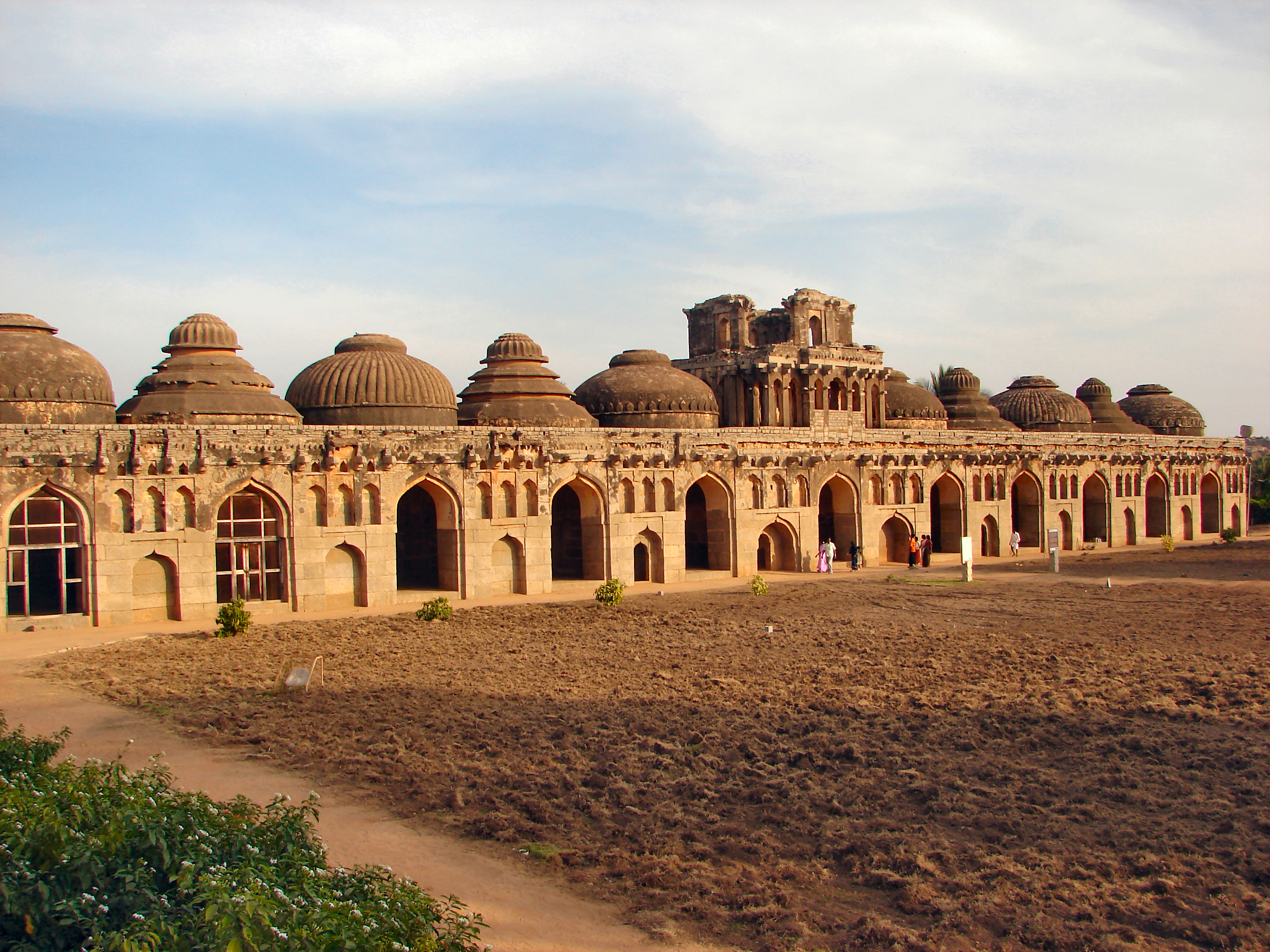
Загони для слонів
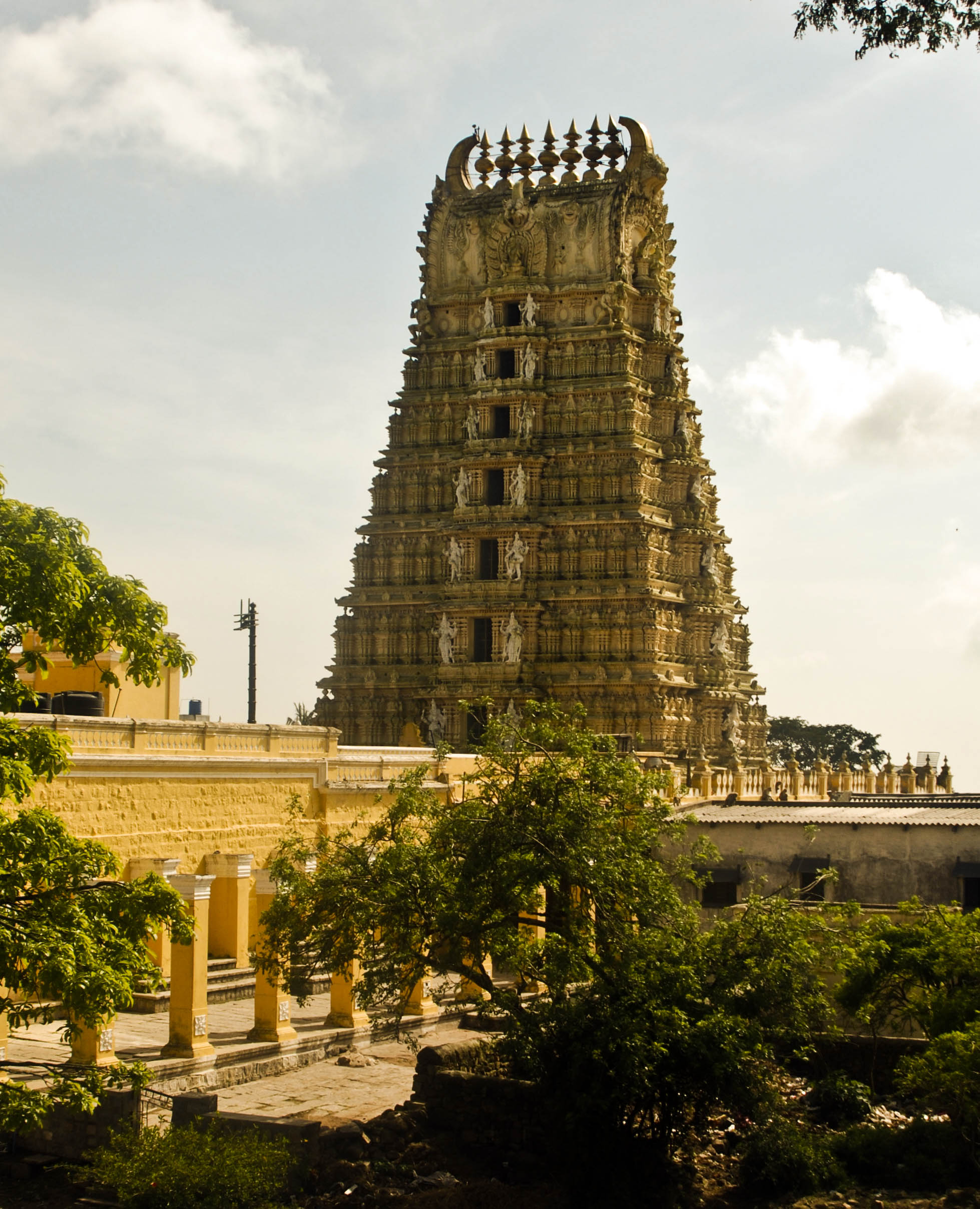